# Bathyraja cousseauae
Bathyraja cousseauae is een vissensoort uit de familie van de Arhynchobatidae. De wetenschappelijke naam van de soort is voor het eerst geldig gepubliceerd in 2004 door Díaz de Astarloa & Mabragaña.